# 易炼红
易炼红（1959年9月—），湖南涟源人，中华人民共和国政治人物。毕业于湖南师范学院政治系政治经济学专业，亦曾在陕西师范大学政治教育系攻读政治经济学硕士研究生。曾任江西省人民政府省长、中共江西省委书记、中共浙江省委书记等职。现任第十四届全国人民代表大会财政经济委员会副主任委员。他是中共第十九届中央候补委员、第二十届中央委员。

## 生平

### 早年及湖南省
易炼红出生于湖南省涟源县（今涟源市，属娄底市管辖）石马山镇群英村，1976年8月参加工作，任湖南省涟源县桂花乡知青。1978年9月，在湖南师范学院政治系政治专业学习，1982年7月毕业后，任邵阳基础大学（今邵阳学院）担任教师。1984年8月，在陕西师范大学政治教育系攻读政治经济学专业硕士研究生。期间于1985年6月加入中国共产党。
1987年7月毕业后，他被分配到中共湖南省委党校工作，在经济学教研室任教，在此期间，1990年1月至12月，挂职任株洲化工厂企业管理办公室主任助理。1992年1月，任中共湖南省委党校科技教研室副主任。任教期间，1992年1月至1994年1月，挂职任湖南省沅陵县副县长。1994年9月，任中共湖南省委党校校长助理。1995年9月，任中共湖南省委党校副校长。2000年7月，任中共湖南省委党校常务副校长，跻身正厅级干部之列。
2004年5月，任中共岳阳市委书记。2011年11月，当选为中共湖南省委第十届常委。2011年12月，任中共湖南省委常委、秘书长、省直属机关工作委员会书记。2013年5月9日，任中共湖南省委常委、中共长沙市委书记。

### 辽宁省
2017年7月20日，调任中共辽宁省委常委、中共沈阳市委书记。
2017年10月，在中国共产党第十九次全国代表大会上当选中国共产党第十九届中央委员会候补委员。2018年2月，当选第十三届全国人大代表。2018年5月29日，升任中共辽宁省委副书记，继续兼任沈阳市委书记。在辽宁任职期间，曾提出将沈阳建设为“四个东北亚中心”的构想。

### 江西省
2018年8月1日，调任中共江西省委副书记、省政府党组书记。2018年8月6日，出任江西省人民政府副省长、代省长。2018年10月23日，正式当选江西省人民政府省长。2021年10月19日，升任中共江西省委书记。2022年1月20日，当选江西省人民代表大会常务委员会主任。

### 浙江省
2022年12月7日，调任中共浙江省委书记。2023年1月15日，当选浙江省人民代表大会常务委员会主任。2024年10月28日，卸任中共浙江省委书记一职。
2024年11月8日，在十四届全国人大常委会第十二次会议上，易炼红当选为全国人大财政经济委员会副主任委员。11月27日，正式辞去浙江省人大常委会主任一职。

## 个人著作
- 易炼红. . 湖南省长沙市: 湖南人民出版社. 1998年. ISBN 9787543818507.
- 易炼红. . 湖南省长沙市: 湖南人民出版社. 2000年. ISBN 9787543824966.
- 易炼红 主编. . 湖南省长沙市: 湖南科学技术出版社. 2001年. ISBN 9787535732675.
- 易炼红. . 湖南省长沙市: 湖南人民出版社. 2008年. ISBN 9787543851849.